# Necessary Roughness
Necessary Roughness – debiutancki album amerykańskiej raperki The Lady of Rage. Został wydany 24 czerwca, 1997 roku. Album uplasował się na 32. miejscu notowania Billboard 200, dnia 21 lipca, 1997 r. Necessary Roughness sprzedał się w ponad 700.000 egzemplarzach. Zaraz po wydaniu tego albumu The Lady of Rage opuściła wytwórnię Death Row i podpisała kontrakt z Doggy Style Records, rapera Snoop Dogga.

## Lista utworów
| Nr | Tytuł                                          | Goście                   | Producent(ci)                             |
| -- | ---------------------------------------------- | ------------------------ | ----------------------------------------- |
| 1  | Riot (Intro)                                   |                          |                                           |
| 2  | Necessary Roughness                            |                          | Easy Mo Bee                               |
| 3  | Big Bad Lady                                   | 2Pac Kevin Vernando      | Daz Dillinger                             |
| 4  | Sho' Shot                                      |                          | Sean "Barney" Thomas                      |
| 5  | No Shorts                                      |                          | Daz Dillinger                             |
| 6  | Get With Da Wickedness (Flow Like That)[Remix] |                          | Daz Dillinger                             |
| 7  | Raw Deal                                       |                          | Daz Dillinger Tyrone Wrice (co-producent) |
| 8  | Breakdown                                      |                          | Easy Mo Bee                               |
| 9  | Rough, Rugged and Raw                          | Snoop Dogg Daz Dillinger | Reg Flair                                 |
| 10 | Super Supreme                                  |                          | Kenny Parker                              |
| 11 | Some Shit                                      |                          | DJ Premier                                |
| 12 | Microphone Pon Cok                             | Madd 1                   | DJ Premier                                |
| 13 | Get With Da Wickedness                         |                          | Lady of Rage                              |
| 14 | Confessions                                    |                          | Lady of Rage                              |

## Notowania
| Notowanie              | Pozycja |
| ---------------------- | ------- |
| Top R&B/Hip-Hop Albums | 7       |
| Billboard 200          | 32      |